# Mesa de dinero
Mesa de dinero es una actividad económica relacionada con el área financiera, y su fin es lograr solucionar los asuntos o problemas temporales de solvencia a empresas del sector financiero, donde unas determinadas personas llamadas “corredores” determinan una comunicación entre oferentes y demandantes de dinero, pero no participan en la ejecución.
Mesa de dinero: Es un centro de contacto y cierre rápido de transacciones (a través del teléfono, fax, sistemas basados en Internet y correo electrónico), que utilizan las instituciones financieras, intermediadores de valores, tales como, los agentes de valores y corredores de bolsa (broker para el caso) en el mercado del dinero y en el mercado secundario de títulos y valores. Los corredores establecen los contactos con los demandantes y oferentes de dinero, pero no participan en la operación.